# Michael Aizenman
Michael Aizenman (nacido el 28 de agosto de 1945) es un matemático y físico estadounidense-israelí de la Universidad de Princeton, que trabaja en los campos de la física matemática, la mecánica estadística, el análisis funcional y la teoría de la probabilidad.
Los aspectos más destacados de su trabajo incluyen: la trivialidad de una clase de teorías de campos cuánticos escalares en más de cuatro dimensiones; una descripción de la transición de fase en el modelo de Ising en tres y más dimensiones; la agudeza de la transición de fase en la teoría de la percolación; un método para el estudio de la localización espectral y dinámica de operadores aleatorios de Schrödinger; y conocimientos sobre la invariancia conforme en la percolación bidimensional. 

## Biografía
Aizenman es un judío  estadounidense - israelí que nació en Rusia. Era un estudiante universitario en la Universidad Hebrea de Jerusalén. Obtuvo su doctorado en 1975 en la Universidad Yeshiva (Escuela de Graduados en Ciencias Belfer), ciudad de Nueva York, con el asesor Joel Lebowitz . Después de nombramientos postdoctorales en el Instituto Courant de Ciencias Matemáticas de la Universidad de Nueva York (1974 – 75) y la Universidad de Princeton (1975 – 1977), con Elliott H. Lieb, fue nombrado profesor asistente en Princeton. En 1982 se trasladó a la Universidad de Rutgers como profesor asociado y luego profesor titular. En 1987 se trasladó al Instituto Courant y en 1990 regresó a Princeton como profesor de matemáticas y física. Fue varias veces profesor visitante en el Instituto de Estudios Avanzados, en 1984-85, 1991-92 y 1997-98,  y es profesor visitante habitual en el Instituto Weizmann de Ciencias.

## Honores y premios
- Premio Norbert Wiener (1990) de la American Mathematical Society y SIAM por "su destacada contribución de métodos matemáticos originales y no perturbativos en mecánica estadística mediante los cuales pudo resolver varios problemas importantes abiertos durante mucho tiempo relacionados con fenómenos críticos, transiciones de fase y teoría cuántica de campos ".
- Medalla Brouwer (2002) [4] de las Matemáticas holandesas Soc. y la Real Academia Holandesa de Artes y Ciencias
- Premio Dannie Heineman en Física Matemática (2010), de APS y AIP
- Premio Henri Poincaré (2018) del IAMP.

Aizenman recibió títulos honoríficos (DHC) de la Universidad de Cergy-Pontoise (2009) y Technion (2018), y es miembro de la Academia Nacional de Ciencias (1997), la Academia Estadounidense de Artes y Ciencias (2017) y la Academia Europaea (2016).
Aizenman recibió títulos honoríficos (DHC) de la Universidad de Cergy-Pontoise (2009) y Technion (2018), y es miembro de la Academia Nacional de Ciencias (1997), la Academia Estadounidense de Artes y Ciencias (2017) y la Academia Europaea (2016).

## Publicaciones
- Random Operators: Disorder Effects on Quantum Spectra and Dynamics, by M. Aizenman and S. Warzel (AMS 2015).